# فرودگاه لاپنرانتا
فرودگاه لاپنرانتا  (به انگلیسی: Lappeenranta Airport) (به زبان بومی: Lappeenrannan lentoasema) یک فرودگاه همگانی مسافربری با کد یاتا LPP است که یک باند فرود آسفالت دارد و طول باند آن ۲۵۰۰ متر است. این فرودگاه در کشور فنلاند قرار دارد و در ارتفاع ۱۰۶ متری از سطح دریا واقع شده است.